# Національний інститут східних мов і цивілізацій
48°49′39″ пн. ш. 2°22′35″ сх. д. / 48.82739° пн. ш. 2.37634° сх. д.
Національний інститут східних мов і цивілізацій (фр. Institut national des langues et civilisations orientales, INALCO, неофіційна назва Langues O) — вищий навчальний заклад в Парижі.

## Історія
1669 року Жан-Батист Кольбер заснував у Парижі Школу мов для молоді, яка готувала перекладачів зі східних мов. Пізніше, 1795 року, відкрилася Школа східних мов (фр. Ecole des langues orientales), завданням якої була підготовка перекладачів для дипломатії і торгівлі. 1873 року відбулося злиття обох шкіл. 1914 року навчальний заклад було названо Національною школою живих східних мов; свою нинішню назву інститут носить з 1971 року.

## Сьогодення
Нині INALCO є одним з провідних вишів, які займаються дослідженням і вивченням східних мов, а також цивілізацій Азії, Африки, Океанії та Східної Європи (зокрема і України).
Тут викладаються 93 мови і навчаються більше 9000 студентів. Особлива увага приділяється також вивченню історії, географії, політичних і економічних відносин, соціальних інститутів різних країн. INALCO має близько 200 партнерських угод з навчальними закладами понад 100 країн і пропонує студентам як дистанційні курси, так і спільні програми з іноземними вузами. Інститут також входить до Співтовариства університетів та установ Сорбонна-Париж-Сіте.

## Структура
Відділення інституту
- Африка
- Південна Азія та Гімалаї
- Південно-Східна Азія / Басейн Тихого океану
- Арабістика
- Китаїстика
- Кореїстика
- Юдаїстика
- Японістика
- Русистика
- Євразія
- Східна і Центральна Європа
- Мови і культури Америк

Філії
- Міжнародна торгівля (підготовчий центр з міжнародних економічних відносин, CPEI)
- Комунікація та міжкультурна підготовка
- Дидвктика мов
- Міжнародні відносини
- Інформатика та мультилінгвізм

Університетська бібліотека мов та цивілізацій

## ЛІтература
- Pierre Labrousse (sous la dir. de), Langues'O 1795—1995 : deux siècles d'histoire de l'École des langues orientales, Paris, Éditions Hervas, 1995, ISBN 2-903118-90-6
- Marie-Claire Bergère et Angel Pino (sous la dir. de), Un siècle d'enseignement du chinois à l'École des langues orientales : 1840—1945 : bicentenaire des Langues orientales, Paris, L'Asiathèque, 1995 ISBN 2-911053-06-0
- Marie de Testa & Antoine Gautier, Drogmans et diplomates européens auprès de la Porte ottomane, éditions ISIS, Istanbul, 2003, ISBN 975-428-258-7
- Louis Bazin, L'École des Langues orientales et l'Académie des Inscriptions et Belles-Lettres (1795—1995), in: Comptes rendus des séances de l'Académie des Inscriptions et Belles-Lettres 139, No. 4, 1995, p.983-996, online